# 알저메인 스털링
알저메인 스털링(Aljamain Sterling, 1989년 7월 31일 ~ )은 미국 출신의 UFC 밴텀급 전 챔피언이다. ‘Funk Master’라는 별명으로도 불리며, 뛰어난 그래플링과 유연한 서브미션 능력, 뛰어난 테이크다운 수비로 유명하다.

## 선수 경력
스털링은 2011년 프로로 데뷔한 후 북미 지역 무대에서 활약하며 입지를 다졌다. 2014년 UFC에 데뷔해 Jack Reiss, Jonathan Martinez 등을 꺾으며 빠르게 랭킹 상위권에 올랐다.
2020년 UFC 259에서는 페트르 얀(Petr Yan)과 타이틀전을 가졌으나 불법 니킥으로 실격승하여 UFC 챔피언이 되었고, 2021년 리매치에서 판정승으로 타이틀을 방어했다.
이후 재대결에서 Sean O'Malley에게 TKO로 패하며 타이틀을 잃었고, 2024년 4월 UFC 300에서는 Calvin Kattar를 판정으로 꺾으며 재기의 신호탄을 쐈다. 이어 2024년 12월 UFC 310에서는 Movsar Evloev에게 판정패를 기록했다.

## 종합격투기 전적
| 결과 | 전적 | 상대           | 방식             | 대회    | 날짜       | 장소               |
| ---- | ---- | -------------- | ---------------- | ------- | ---------- | ------------------ |
| 패   | 24–5 | Movsar Evloev  | 판정 (전원일치)  | UFC 310 | 2024‑12‑07 | 라스베이거스, 미국 |
| 승   | 24–4 | Calvin Kattar  | 판정 (전원일치)  | UFC 300 | 2024‑04‑13 | 라스베이거스, 미국 |
| 패   | 23–4 | Sean O'Malley  | TKO (펀치)       | UFC 292 | 2023‑08‑19 | 라스베이거스, 미국 |
| 승   | 23–3 | Henry Cejudo   | 판정 (스플릿)    | UFC 288 | 2023‑05‑06 | 코랄 세이블, 미국  |
| 승   | 22–3 | T.J. Dillashaw | TKO (어깨 부상)  | UFC 280 | 2022‑10‑22 | 애너하임, 미국     |
| 승   | 21–3 | Petr Yan       | 판정 (전원일치)  | UFC 273 | 2022‑04‑09 | 잭슨빌, 미국       |
| 승   | 20–3 | Petr Yan       | 실격 (불법 니킥) | UFC 259 | 2021‑03‑06 | 라스베이거스, 미국 |

## 타이틀 및 수상
- 전 UFC 밴텀급 챔피언 (2021–2023)
- UFC Fight of the Night 2회
- Performance of the Night 1회

## 관련 문서
- UFC
- 밴텀급 (MMA)
- 페트르 얀
- 션 오말리
- 알렉산더 볼카노프스키
- 브라이언 오르테가
- 메랍 드발리쉬빌리